# Pelargonium bowkeri
Pelargonium bowkeri är en näveväxtart som beskrevs av William Henry Harvey. Pelargonium bowkeri ingår i släktet pelargoner, och familjen näveväxter. Inga underarter finns listade i Catalogue of Life.